# Joana da Paz
Joana Zeferino da Paz (Quebrangulo, 15 de abril de 1925 – Salvador, 22 de fevereiro de 2023) foi uma ativista brasileira. Popularmente conhecida como Dona Vitória, destacou-se por registrar, aos 80 anos, ações criminosas em sua comunidade, contribuindo para a prisão de dezenas de traficantes e policiais corruptos. Sua história tornou-se símbolo de coragem e cidadania.

## Vida
Joana da Paz nasceu em Quebrangulo, no agreste de Alagoas, e teve uma vida muito difícil desde cedo. Foi expulsa e obrigada a sair da casa onde trabalhava como doméstica depois de sofrer inúmeras violências, entre elas o estupro de um fazendeiro alagoano, violência que resultou em uma gravidez precoce. Seu filho morreu antes de completar dois anos, vítima de uma insuficiência cardíaca. Peregrinou por muito tempo até se reestabelecer e comprou um apartamento na comunidade da Ladeira dos Tabajaras, em Copacabana, Rio de Janeiro.
Joana era massoterapeuta formada pela Policlínica Geral do Rio de Janeiro. Durante a maior parte de sua vida, enfrentou os desafios sociais de uma favela em meio à violência do tráfico de drogas. Aos 80 anos, inconformada com a crescente criminalidade, começou a registrar, com uma câmera doméstica, operações de tráfico de drogas, extorsões e confrontos armados diretamente de sua janela.
As gravações foram entregues às autoridades e se tornaram evidências fundamentais em investigações policiais, resultando na prisão de aproximadamente 30 pessoas, incluindo traficantes e policiais militares envolvidos em corrupção.
Por motivos de segurança, Joana foi incluída no Programa de Proteção a Testemunhas e adotou o nome "Dona Vitória". Passou o restante de sua vida em anonimato, residindo em diversas cidades até sua morte, em Salvador, no dia 22 de fevereiro de 2023, aos 97 anos.

## Legado
A história de Joana Zeferino da Paz transcendeu os limites de sua comunidade e ganhou notoriedade nacional e internacional. Após sua morte, sua identidade real foi revelada, consolidando-a como símbolo de resistência e luta contra a injustiça.

## Reconhecimento
Em agosto de 2024, a Assembleia Legislativa do Estado do Rio de Janeiro (Alerj) concedeu postumamente a Joana Zeferino da Paz o Prêmio Construtor da Paz, em reconhecimento à sua coragem e contribuição para a promoção da cultura da paz e denúncia contra a violência.

### Representações na cultura
- Em 2025, o filme Vitória foi lançado no cinema nacional, inspirado em sua história, com direção de Breno Silveira e Andrucha Waddington, e atuação de Fernanda Montenegro no papel principal.
- O livro Dona Vitória Joana da Paz, escrito pelo jornalista Fábio Gusmão, foi publicado em 2016 e reeditado em 2024, oferecendo uma visão detalhada de sua vida e legado.